# Paletten (Viborg)
 For alternative betydninger, se Paletten. (Se også artikler, som begynder med Paletten)
Paletten er spillested for rytmisk musik i Viborg.
I en af byens tidligere biografer, blev der i 1993 etableret 2 sale til musik, med plads til henholdsvis 160 og 422 tilskuere.
Statens Kunstråd udnævnte i oktober 2004 Paletten til regionalt spillested.
Paletten blev igen udnævnt til regionalt spillested i 2020 - udnævnelsen gælder i perioden 2021-2024
Spillestedet Paletten er projekteret til at flytte til helt nye lokaler beliggende i nybyggeri tæt ved Viborg Stadion og Tinghallen.
Byggeriet af Palettens nye hal startede i foråret 2018 og blev færdig i august 2021
Den nye hal tilbyder op til 500 gæster adgang til musikalske- og kulturelle oplevelser i en flot designet hal med helt nyt lyd- og lysudstyr